# Bolitophila leruthi
Bolitophila leruthi är en tvåvingeart som först beskrevs av Tollet 1955.  Bolitophila leruthi ingår i släktet Bolitophila och familjen smalbensmyggor. Inga underarter finns listade i Catalogue of Life.